# Роста (река)
Ро́ста (в верховье Ивановский ручей) — река в Мурманской области. Протекает по Ленинскому округу города Мурманска. Единственная река в черте города. Длина реки 12 км. Впадает в Кольский залив на северной границе города. Половину пути протекает по промышленной зоне города, в основном в бетонных трубах. Высота истока — 115 м над уровнем моря.
Долина реки была заселена уже в начале XVII века. Здесь находился саамский погост Муномош.
Название реки по одной из версий происходит от саамского слова «русст» — «ржавая» (обычно признаки ржавчины в воде свидетельствуют о наличии железа в этом районе), по другой от аббревиатуры РОСТ (Район Особого Строительства).

## Экология
В 1920—1930-х годах Роста была богата форелью, кумжей, была полноводной, в ней купались мурманчане, а на водной станции можно было взять напрокат лодку.
На 2007 год река признана одной из трёх самых загрязнённых рек Кольского полуострова (вместе с ручьём Варничный в Мурманске и рекой Нюдуай). По удельному комбинаторному индексу загрязненности вода классифицируется как очень грязная. Критические показатели: концентрации меди, никеля и нефтепродуктов.